# Joseph Randle Bailey
Pour les articles homonymes, voir Randle et Bailey.
Joseph “Joe” Randle Bailey est un herpétologiste américain, né le 17 septembre 1913 à Fairmont (Virginie-Occidentale), et mort le 18 septembre 1998.

## Biographie
Il est le fils d’Elizabeth Weston (née Maclaren) et de Joseph Randle Bailey. Son père, gérant d’une mine de charbon en Pennsylvanie, meurt dans un accident deux ans après sa naissance. Il grandit à Perrysburg (Ohio). Joseph et son frère aîné, Reeve, sont encouragés par leur mère à s’intéresser à la nature et à récolter des plantes et des animaux.
Durant ses études au collège, dans les années 1930, il rencontre l’herpétologiste Roger Conant (1909-2003) et l’accompagnera dans plusieurs voyages pour récolter des données et des spécimens. Les deux frères étudient à l’université du Michigan. Joe s’intéresse d’abord aux oiseaux mais c’est l’influence de Helen Thompson Gaige (1890-1976) et de Frederick McMahon Gaige (1890-1976) qui l’oriente vers l’herpétologie. Il obtient son baccalauréat en 1935 et rejoint alors l’American Society of Ichthyologists and Herpetologists (ASIH).
L’année suivante, lors d’un meeting de l’ASIH, Bailey rencontre Emmett Reid Dunn (1894-1956) qui l’invite à poursuivre ses études au Haverford College. Il obtient son master en 1937.
Il entame son doctorat à l’université du Michigan sous la direction Alexander Grant Ruthven (1882-1971), et y retrouve son frère. Ils partagent un appartement avec James Arthur Oliver (1914-). Bailey soutient une thèse intitulée Relationships and distribution of the sankes allied to the genus “Pseudoboa” en 1940. Bailey rejoint l’armée de l’air en 1942. Il reste sous les drapeaux jusqu’en 1946 et retourne alors reprendre ses travaux à Ann Arbor. Il se marie le 7 septembre 1946 avec Dorothy “Mike” O’Donnell, union dont naître deux enfants.
En 1946, il obtient un poste au département de zoologie de l’université Duke à Durham. Il continue de travail sur les serpents du nouveau monde et fait plusieurs voyages en Amérique du Sud. Ses sorties sur le terrain (pour y étudier oiseaux, reptiles et amphibiens) ont un grand succès auprès de ses étudiants. Il forme plusieurs zoologistes comme Victor H. Hutchison, Julian Ravenel Harrison, David Osgood, Marilyn Stagner, etc. Il prend sa retraite en 1983 mais continue ses recherches sur les serpents d’Amérique du Sud.

## Source
- William A. Jr. Velhagen et Margaret M. Stewart (2000). Joseph Randle Bailey, Copeia, 2000 (1) : 310–313.  (ISSN 0045-8511)